# Bertinoro
Bertinoro (Bartnóra o, più anticamente, Bartnu̯óra in romagnolo) è un comune italiano di 11 093 abitanti della provincia di Forlì-Cesena in Emilia-Romagna.
Viene soprannominato «Il balcone della Romagna» perché offre una suggestiva vista che spazia dalla pianura al Mare Adriatico. È un borgo caratterizzato da strade acciottolate e un'architettura medievale ben conservata.

## Geografia fisica
Sito sulle colline romagnole, a pochi chilometri a monte della Via Emilia, fra Forlì e Cesena, a sud di Forlimpopoli, Bertinoro, tipico borgo di origine medievale, occupa la cima del monte Cesubeo.
Adiacente all'abitato è Monte Maggio (già Monte dei Cappuccini), conservatosi ricoperto di bosco; coi suoi 328 metri rappresenta il punto più alto. Non lontano da Bertinoro nasce il torrente Bevano, che si getta in mare nei pressi di Lido di Classe, dove prende il nome di Bevanella, unica foce ancora intatta del Mare Adriatico settentrionale. Nel Bevano vivono gamberi americani (Orconectes limosus), lucci e anguille. Il confine del territorio comunale con quello di Forlì risulta diviso in due tratti dal territorio comunale di Forlimpopoli.

## Origini del nome
Il toponimo deriva da un latino medievale Brittinorum, spiegabile come genitivo del nome etnico dei Britti, cioè ‘bretoni’, legato forse a un convento altomedievale di monaci provenienti dalla Bretagna; ma all'origine potrebbe essere anche un nome personale Britto, Brictus o Berto.

## Storia

### Età antica
Tracce di un pozzo e manufatti del Neolitico e dell'età del Bronzo furono rinvenuti nel 1870 a Panighina, a circa 2,5 chilometri dal centro di Bertinoro. Si tratta di resti di ciotole e altri oggetti che testimoniano culti legati alle acque curative.
Altri reperti indicano una frequentazione della collina di Casticciano, a pochi chilometri dall'abitato di Bertinoro, già in età eneolitica. Il luogo acquisì importanza con la costruzione di vie di comunicazione che collegavano questa parte di Romagna con Forum Livii e Ariminum. Si ritiene che in epoca romana il sito dell'odierna Bertinoro non fosse ancora abitato.

### Medioevo
Nell'Alto Medioevo le cime del monte Cesubeo e di monte Maggio, che misura 328 m ed è più alto del Cesubeo, furono dotate di una fortificazione difensiva; entrambe le rocche avevano merlatura ghibellina. I torrioni e le mura erano integrati sugli speroni di roccia naturali che da soli rappresentavano già un baluardo difensivo per i castra. A quel tempo l'influenza della città di Ravenna giungeva fino a queste terre. Ravenna era anche il principale alleato, nel Nord Italia, della dinastia germanica erede di Carlo Magno. Fu durante il regno di Ottone III (imperatore del Sacro Romano Impero dal 996 al 1002) che l'arcivescovo di Ravenna istituì la contea bertinorese, ricavandone il territorio dal comitatus di Forlimpopoli. Monte Maggio era il castello vicino e rivale di Bertinoro. All'inizio dell'XI secolo il conte Ugo di Bertinoro stipulò un accordo di tipo vassallatico con l'arcivescovo Giovanni di Ravenna. Ugo mise sotto l'autorità di Giovanni e quella dei suoi successori il castello insieme ai diritti che da esso dipendevano. In cambio l'arcivescovo s'impegnò a distruggere il castrum di monte Maggio ed a trasferire i suoi abitanti nel Castrum Cesubeum. Castrum Cesubeum fu rifondato come Castrum Brittinori. Il nuovo titolo di Conte fu assegnato presumibilmente ad un casato locale, fedele all'imperatore e legato da un rapporto vassallatico al metropolita ravennate. La dinastia comitale mantenne il titolo per oltre un secolo e mezzo, esaurendosi nel 1177. 
Successivamente la contea bertinorese fu devoluta all'imperatore. Attorno a quell'anno la rocca di Bertinoro ospitò l'imperatore Federico I di Svevia e la sua corte.
Nel 1174 la contessa Aldruda Frangipane condusse gli abitanti di Bertinoro alla liberazione di Ancona, assediata dall'arcivescovo di Magonza e dalla flotta veneziana.
Nel 1278 il nuovo casato imperiale, gli Asburgo, cedette alla Chiesa i diritti imperiali su Bologna e la Romagna: anche Bertinoro passò sotto la sovranità dello Stato della Chiesa.
Nel 1306 per volere di Pino degli Ordelaffi, fu edificato il Palazzo Comunale nell'area della piazza centrale sottostante la rocca. Da allora divenne ininterrottamente la sede del comune. Sempre in questi anni il castrum venne abbellito con la Colonna degli Anelli, presente tuttora in Piazza della Libertà accanto al Palazzo Comunale, e con una serie di opere architettoniche.
Conteso da Rimini, Forlì e Cesena, nel 1318 fu assegnato da papa Giovanni XXII ad Amerigo da Castel Lucio, conte di Romagna. Passò poi agli Ordelaffi e infine (1360) al cardinale Albornoz, che vi trasferì la sede vescovile e la elevò a città.
Nel 1361 Bertinoro fu elevata a sede vescovile, titolo trasferito dalla vicina Forlimpopoli. Nei documenti ufficiali del tempo passò dall'essere indicata come castrum a civitas. Dieci anni dopo, secondo il censimento fiscale del cardinale Anglico de Grimoard (Descriptio provinciæ Romandiolæ), Bertinoro contava 177 focularia, per una popolazione complessiva di circa 700-800 abitanti.

### Età moderna
Nel 1394 papa Bonifacio IX cedette la contea ai Malatesta di Rimini, che divennero così i nuovi signori di Bertinoro. Dal 1449 al 1469 fu sotto il dominio dei Malatesta, per passare poi a quello degli Ordelaffi. Dopo la signoria di Cesare Borgia (1500-1504), nel 1523 fu data da Papa Clemente VII in feudo a Lionello Pio dei conti Carpi; poi, agli Aldobrandini.

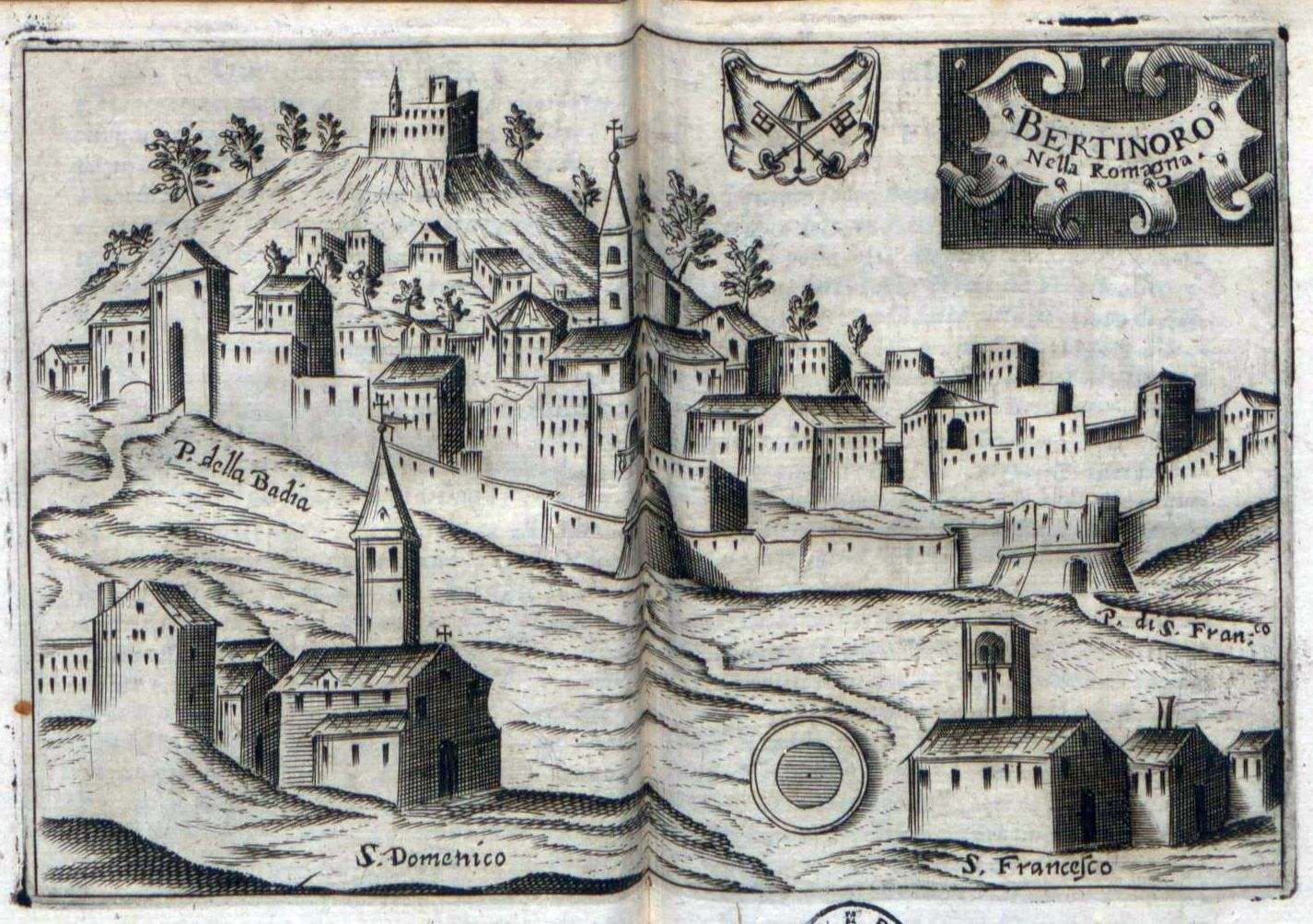
Bertinoro nellItinerario di Franz Schott, 1649

A partire dal XIV secolo è attestata la presenza di una comunità ebraica a Bertinoro. In un documento del 1444 si legge che gli ebrei del contado avevano la facoltà di vendere terreni. A Bertinoro nacque nel 1485 Obadiah Yare ben Abraham, rabbino e commentatore della Mishnah che nel 1486 si trasferì a Gerusalemme. La comunità ebraica dovette trasferirsi coattivamente a Lugo oppure a Cento o a Ferrara per effetto della bolla Hebraeorum gens di Pio V del 1569.
Nel 1548 Bertinoro contava 930 abitanti. Nel 1580 la città tornò definitivamente alla Chiesa. Successivamente fu edificata la nuova cattedrale, intitolata a Santa Caterina.

## Monumenti e luoghi d'interesse
Rocca di Bertinoro

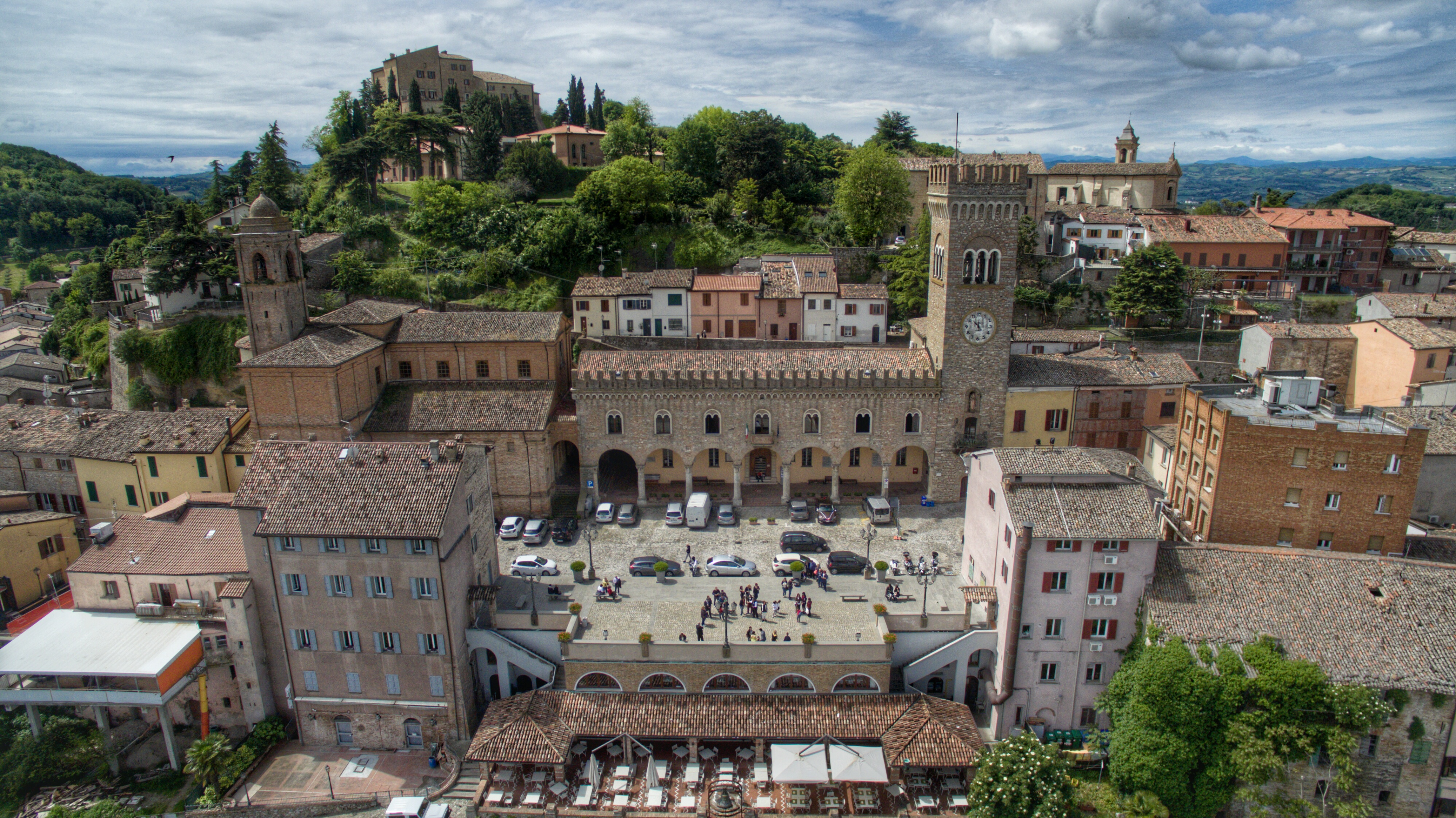
La rocca sullo sfondo sulla collina e la piazza del paese con il palazzo comunale.

La rocca fu costruita probabilmente intorno all'anno Mille su diversi speroni di roccia. Il sistema difensivo comprendeva una robusta cerchia di mura rinforzate da quattro torrioni, un ponte levatoio ed una serie di porte fortificate. La rocca fungeva anche da prigione e da deposito di provviste alimentari ed acqua. Dopo aver ospitato Federico Barbarossa nel 1177, le sue mura accolsero personaggi legati alle famiglie Sforza e Borgia, fino a divenire sede vescovile. È sede del Museo di arte sacra e del Centro universitario di Bertinoro.
Palazzo comunale,

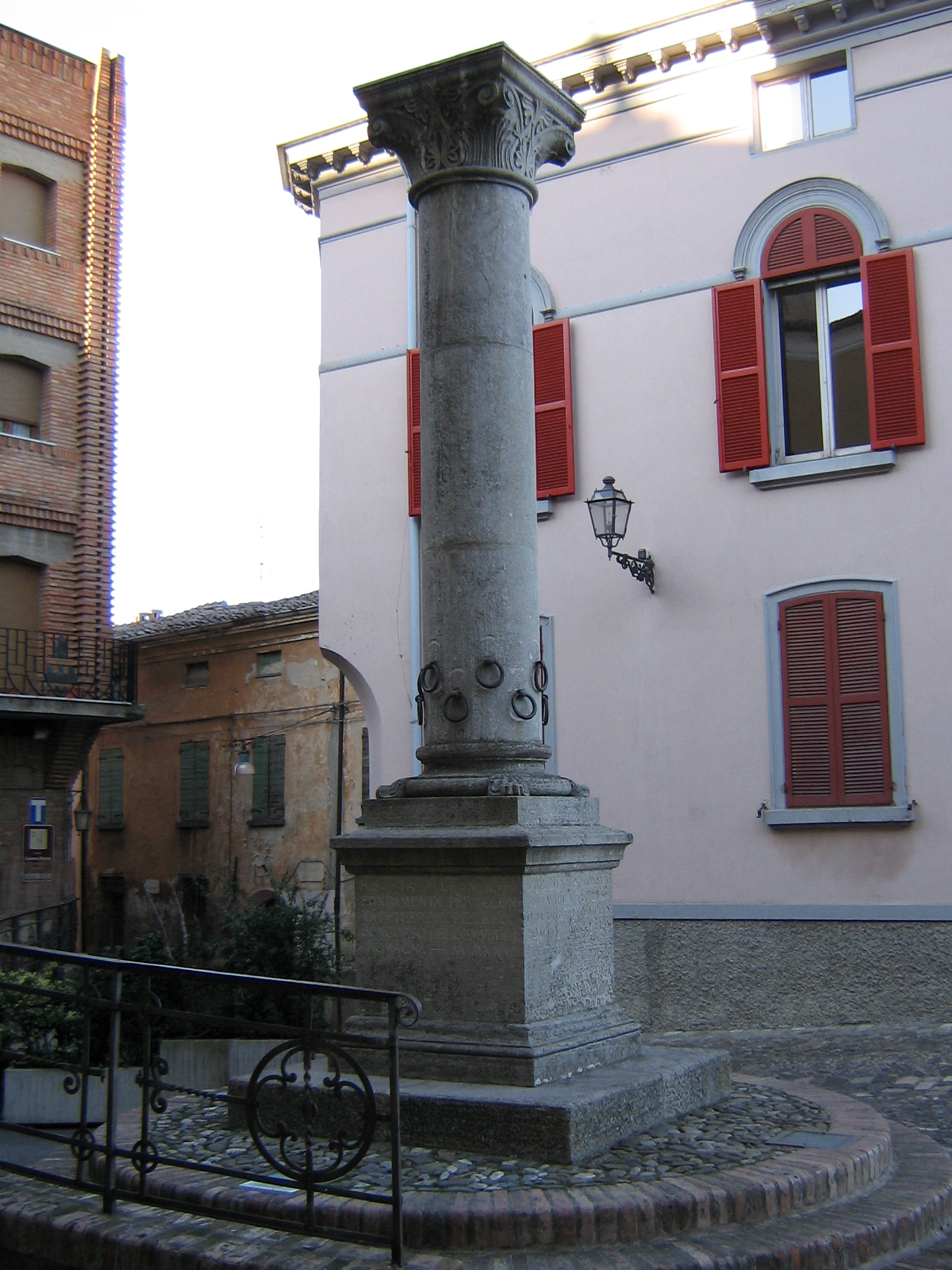
Colonna dell'Ospitalità

Palazzo comunale, detto Palazzo Ordelaffi, edificato nel 1306 da Pino I Ordelaffi, signore di Bertinoro è forse il più bel palazzo di Bertinoro e si affaccia direttamente sulla piazza della Libertà, dalle cui balaustre si gode di un vasto panorama. Il palazzo, alto 40 metri, è dotato di diverse sale visitabili. Di particolare interesse: la prima, detta "del Popolo", in quanto qui soleva riunirsi la cittadinanza per prendere le decisioni sulla cosa pubblica; la Sala Magna, decorata da preziosi quadri e la Sala del fuoco, chiamata in questo modo dato il focolare originale che ancora domina la sala.
Posto più in basso rispetto alla Rocca, strappò ad essa il rango di centro del paese, tanto che la vita comunale si sviluppò più intorno al palazzo.
Colonna degli Anelli
Colonna degli Anelli (o "delle Anella") è il monumento principale di Bertinoro e simbolo dell'ospitalità e volontà di pace fra i Popoli. Collocata nella centrale piazza della Libertà è, oggi, una colonna di sasso bianco dotata di 12 anelli (ricostruita e inaugurata nel 1926). Originariamente serviva da abbeveratoio per i cavalli (e gli animali in genere) dei forestieri in visita al paese, cui si legavano le briglie dei cavalli.
Duomo di Bertinoro

Concattedrale, costruita nel 1500 sui resti del piccolo oratorio di Santa Caterina. In stile bramantesco conserva un notevole quadro di santa Caterina d'Alessandria ed un crocifisso ligneo del 500 al quale si lega un racconto.
Vecchie carceri di Bertinoro

Pieve di San Donato in Polenta

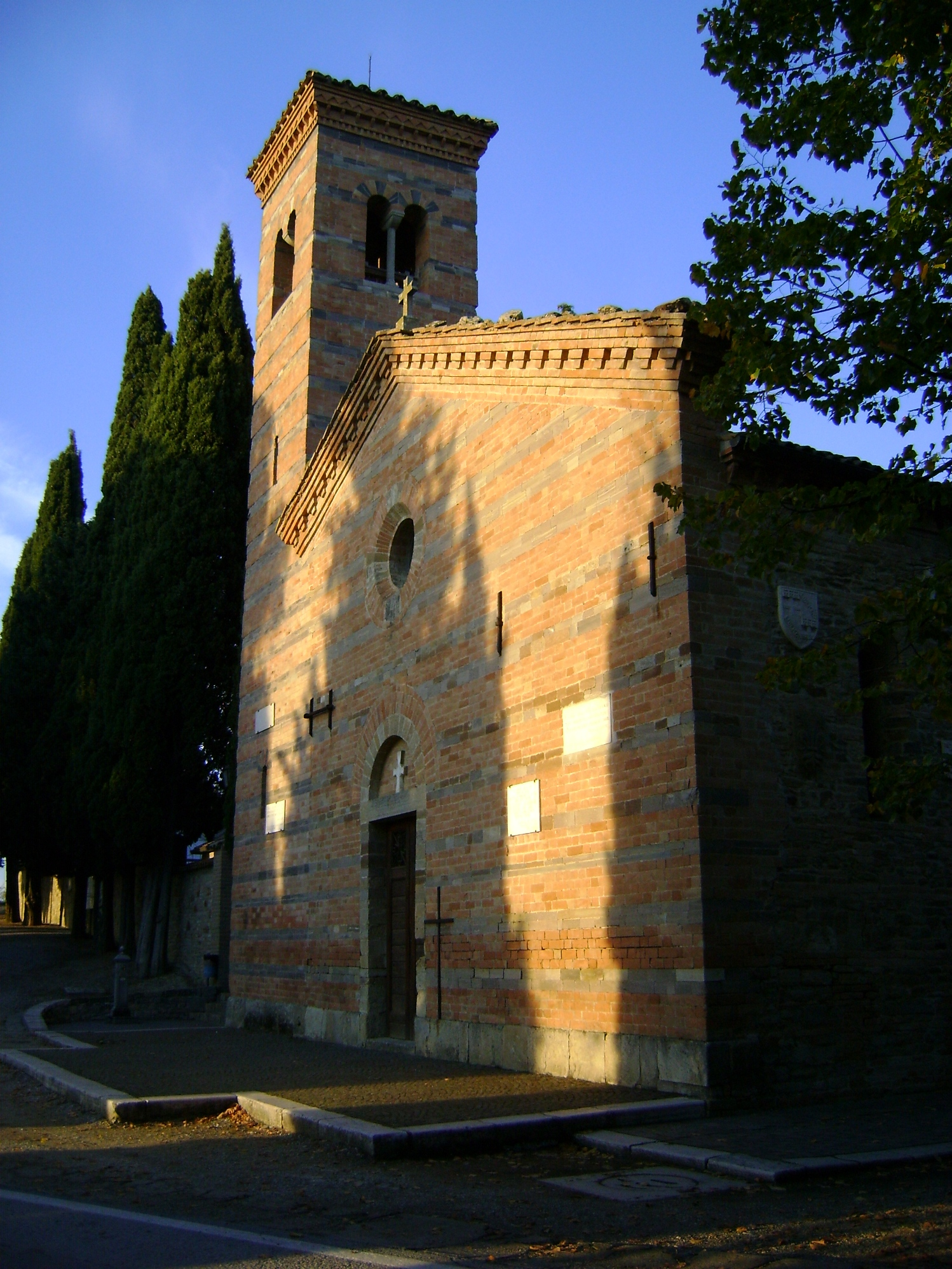
Chiesa di Polenta cantata dal Carducci

Pieve di San Donato nella frazione di Polenta è una chiesa citata da Giosuè Carducci nel suo canto "La Chiesa di Polenta". Conserva ancora molte parti della costruzione originale (colonne, capitelli, cripta) della fine del secolo IX. Subì un forte restauro alla fine del Settecento che ne modificò l'aspetto originario. Un secondo restauro fu effettuato alla fine dell'Ottocento, conclusosi nel 1898 con la costruzione del campanile.
Altro
- Santuario della Madonna del Lago, luogo di devozione mariana di antichissima origine. Vi è custodita un'icona mariana di scuola greco-bizantina dell'VIII secolo, considerata miracolosa[24].
- Villa Norina, nella quale soggiornò Antonio Canova, proprietà delle famiglie Fabri Guarini, Toricelli Ciamponi, Canestri Trotti.
- Santuario di Casticciano, edificato nel 1613 sulla sommità di un'alta collina, fu consacrato a santuario nel 1709.
- Villa Clementina-Petrucci in località Dorgagnano.

### Stabilimenti termali
Lo stabilimento termale di Fratta Terme offre una varietà di acque termali. Dalle 11 sorgenti distribuite lungo il corso del rio Salso, sgorgano infatti 7 acque con caratteristiche particolari, ricche di sali minerali, ipotermali: salse, salsobromoiodiche, sulfuree, salso-sulfuree, ferruginose, magnesiache e arsenicali. Sorgenti di acque termali sono presenti anche alla Panighina, e per bere le acque curative la località era molto frequentata fino alla metà del Novecento.

## Demografia
Abitanti censiti

### Etnie e minoranze straniere
Secondo i dati ISTAT al 31 dicembre 2009 la popolazione straniera residente era di 815 persone. Le nazionalità maggiormente rappresentate in base alla loro percentuale sul totale della popolazione residente erano:
- Marocco 146 1,34%
- Romania 140 1,28%

### Religione
Nel 1360 Bertinoro fu eretta in sede vescovile della Chiesa cattolica. Nel 1986 è stata unita alla Diocesi di Forlì. Il Duomo di Bertinoro conserva tuttora questo nome, ed è intitolato a Santa Caterina d'Alessandria.
A Bertinoro è presente una Casa della Carità della Congregazione mariana delle Case della Carità, in cui svolgono servizio persone consacrate (le Carmelitane Minori ed i Fratelli della Carità) e persone laiche "ausiliari".
Nel 1895 fu fondata nella cittadina romagnola la congregazione delle Suore clarisse francescane missionarie del Santissimo Sacramento.

## Cultura
Bertinoro è citato nella Divina Commedia:
poi che gita se n’è la tua famiglia
e molta gente per non esser ria?»
(Purgatorio XIV, vv. 112-114)
A Bertinoro è presente il Centro Residenziale Universitario, gestito dall'Università di Bologna, all'interno del quale si tengono, durante l'anno, numerose scuole universitarie di specializzazione. La biblioteca comunale, intitolata al letterato bertinorese Aldo Spallicci, dispone di due sedi, una nel capoluogo e una nella frazione Santa Maria Nuova.
Fa parte dei Borghi più belli d'Italia.

### Musei
- Museo diocesano dell'arredo sacro
- Museo Brunori
- Museo interreligioso

## Economia
Favorito dalla conformazione geografica e dalla qualità del terreno, il comune è un importante centro di produzione vinicola, soprattutto di albana e sangiovese, oltre che di vini più tipici e di nicchia come cagnina e pagadebit. 
Sviluppati l'artigianato e l'industria, concentrati nella frazione Panighina,  con aziende del settore degli imballi e plastici - elettrici.
Rilevante il turismo, che può contare sulle Terme poste in località Fratta, e sul grande parco adiacente. Lo stabilimento, dopo un lungo periodo di inattività, è stato riaperto nel maggio del 2008, dopo 5 anni di lavori di ristrutturazione.

## Amministrazione

### Sindaci
Di seguito è presentata una tabella relativa alle amministrazioni che si sono succedute in questo comune.
| Periodo         | Periodo          | Primo cittadino         | Partito                                                            | Carica      | Note       |
| --------------- | ---------------- | ----------------------- | ------------------------------------------------------------------ | ----------- | ---------- |
| 24 luglio 1985  | 29 giugno 1990   | Edoardo Sanzani         | Partito Comunista Italiano                                         | Sindaco     | [ 30 ]     |
| 29 giugno 1990  | 24 aprile 1995   | Giancarlo Zeccherini    | Partito Comunista Italiano, poi Partito Democratico della Sinistra | Sindaco     | [ 30 ]     |
| 24 aprile 1995  | 14 giugno 1999   | Giancarlo Zeccherini    | centro-sinistra                                                    | Sindaco     | [ 30 ]     |
| 15 giugno 1999  | 21 dicembre 2000 | Giancarlo Zeccherini    | centro-sinistra                                                    | Sindaco     | [ 30 ]     |
| 11 gennaio 2001 | 31 gennaio 2001  | Umberto Grani           |                                                                    | Comm. pref. | [ 30 ]     |
| 14 maggio 2001  | 30 maggio 2006   | Ariana Bocchini         | centro-sinistra                                                    | Sindaco     | [ 30 ]     |
| 31 maggio 2006  | 16 maggio 2011   | Nevio Zaccarelli        | centro-sinistra                                                    | Sindaco     | [ 30 ]     |
| 16 maggio 2011  | 6 giugno 2016    | Nevio Zaccarelli        | centro-sinistra                                                    | Sindaco     | [ 30 ]     |
| 6 giugno 2016   | 4 ottobre 2021   | Gabriele Antonio Fratto | centro-sinistra                                                    | Sindaco     | [ 30 ]     |
| 4 ottobre 2021  | 20 febbraio 2025 | Gessica Allegni         | lista civica Insieme per Bertinoro                                 | Sindaco     | Dimissioni |
| 21 febbraio     | 26 maggio 2025   | Domenico Campanale      |                                                                    | Comm. pref. | [ 31 ]     |

### Storia amministrativa
Storica roccaforte del Partito Comunista Italiano nel circondario forlivese, il comune di Bertinoro è sempre stato amministrato dal dopoguerra da alleanze di sinistra.
In un primo periodo, dal 1946 a metà degli anni sessanta, nonostante la forza del PRI (che a sua volta trovava in questa città uno dei suoi punti di forza) si sono succedute in maniera ininterrotta una serie di coalizioni socialcomuniste.
Entrata in crisi l'alleanza di sinistra a seguito della nascita del PSIUP nel 1964, la città venne sottoposta ad alcuni anni di commissariamento, come peraltro accadde in molti comuni della zona negli stessi anni.
Il PCI e il PSI ritrovarono l'accordo nel 1970 e ripresero l'amministrazione di Bertinoro in coalizione. Questa formula politica continuò sostanzialmente fino al 1995, a parte alcune esperienze di monocolori comunisti, resi possibili dai risultati del PCI che in tutte le elezioni dal 1975 al 1985 ottenne percentuali superiori al 50% dei suffragi espressi.
Con la nuova legge del 1993 che introduceva l'elezione diretta del sindaco, l'orientamento politico di fondo del paese non ha avuto variazioni significative: sia in quell'anno che nel 2001, 2006, 2011, 2016, 
2021 e 2025 liste civiche di centrosinistra si sono imposte alle elezioni comunali.

## Galleria d'immagini

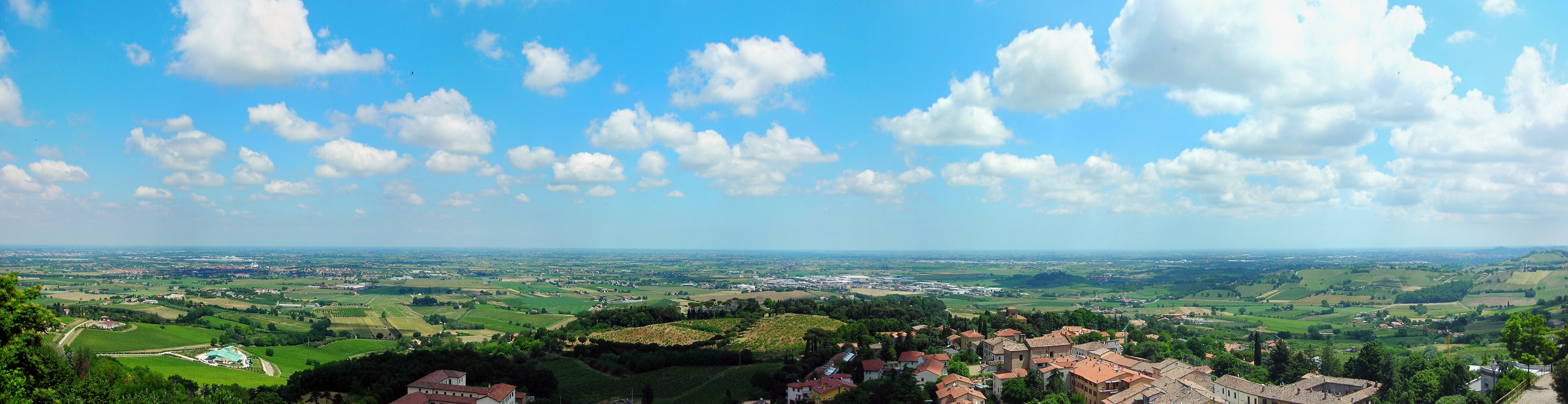
Panorama della Romagna visto dalla piazza principale di Bertinoro

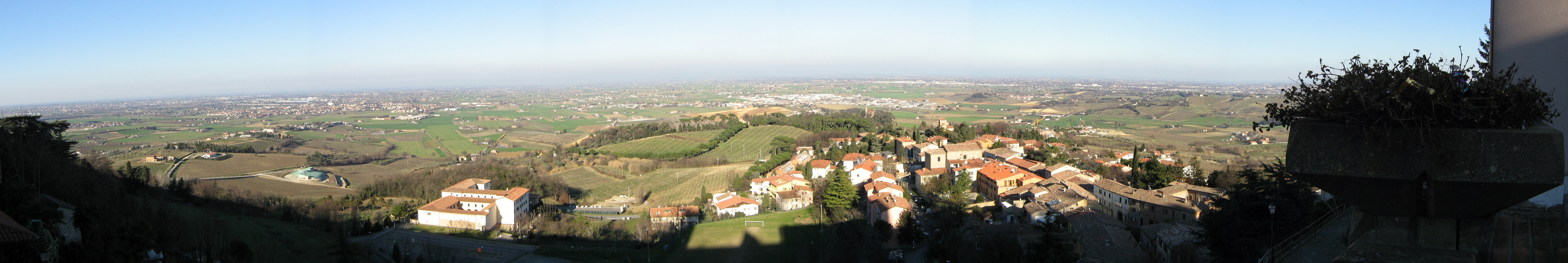
Panorama di Bertinoro, il "Balcone di Romagna"

### Gemellaggi
- Ale
- Kaufungen
- Budești